# Georges Ba
Pour les articles homonymes, voir Ba (nom de famille).
Georges Ba est un footballeur international ivoirien, né le 24 janvier 1979 à Abidjan.

## Biographie
Il commence le football professionnel à Tours FC en 1997, où le club évolue en National puis descend en CFA.
En 2001, il s'engage à l'Entente Sannois Saint-Gratien, en CFA, où il joue 26 matchs (6 buts).
Il débute réellement en National au Besançon RC l'année suivante où il inscrit 15 buts en 33 matchs dès la première année. En 2003, il débarque à l'OGC Nice, en Ligue 1, où il fait ses débuts. Il joue 21 matchs et marque 3 buts. Malheureusement on lui reproche son manque de réussite face au but. La saison suivante il est prêté à Montpellier où il joue peu et il finit la saison au MUC. Il réalise une très bonne fin de saison du côté du Mans où il marque 7 buts en 13 matchs. Il est même vice-champion de Ligue 22 005.
À l'été 2005, il est recruté par Troyes où il reste 2 saisons. Il n'entre pas dans les plans de l'entraîneur troyen et cette aventure se termine par une relégation en Ligue 2.
En 2007, alors qu'il est libre de tout contrat, il part en Israël, au Maccabi Netanya. Il joue 8 matchs et marque 2 buts en 6 mois et résilie son contrat pour des raisons familiales et pour soigner une déchirure au genou droit. Au chômage pendant 2 mois, il finit la saison en Angleterre au Gillingham FC où il ne joue que 4 matchs.
En septembre 2008, il est recruté par l’allemand Lothar Matthäus, le nouvel entraîneur du Maccabi Netanya pour renforcer l'attaque du club. En janvier 2009, il y résilie son contrat et signe aussitôt pour le club de l'AC Ajaccio.
En 2012, il débarque à la Réunion et signe à la SS Saint-Louisienne. Le 6 mai 2012, il inscrit son premier but avec son nouveau club. La même année il remporte le championnat et termine meilleur buteur du championnat avec 9 réalisations. Il a été laissé libre par son club à la fin de la saison. Georges s'engage avec la Tamponnaise en début de saison 2013.

## Carrière
- 1997-2001 : Tours FC  France
- 2001-2002 : Entente Sannois Saint-Gratien  France
- 2002-2003 : Besançon RC  France
- 2003-2004 : OGC Nice  France
- 2004-2005 : Montpellier HSC  France
- 2004-2005 : Le Mans UC  France
- 2005-2007 : ES Troyes AC  France
- 2007-janvier 2008 : Maccabi Netanya  Israël
- janvier 2008-mars 2008 : Libre
- mars à juin 2008 : Gillingham FC  Angleterre
- 2008- jan 2009 : Maccabi Netanya  Israël
- jan.2009-2010 : AC Ajaccio  France
- janvier 2011-Juin 2011: Le Poiré-Sur-Vie  France
- 2012- : SS Saint-Louisienne (La Réunion)  France

## Statistiques
- L1 : 48 matchs (4 buts)
- L2 : 19 matchs (7 buts)
- National League france : 40 matchs (18 buts)
- CFA : 106 matchs (22 buts)
- D1P : 21matchs (9 buts)

Arrêtées au 30 décembre 2012.